# Storia di Ahikar
La Storia di Ahikar o Le parole di Ahikar è un apocrifo dell'Antico Testamento scritto originariamente in aramaico. Il nucleo originario è di origine giudaica e risale al V secolo a.C., con successivi ampliamenti cristiani del II secolo d.C.
Narra la storia del Ahikar, gran visir di Assiria durante i regni di Sennacherib ed Esarhaddon (VII secolo a.C.). Privo di figli naturali adotta Nadan figlio di sua sorella come suo successore. L'ingrato Nadab però complotta contro lo zio, ma alla fine prevale la giustizia con la riabilitazione di Ahikar e la condanna di Nadab. La vicenda trovò successivi ampliamenti cristiani del II secolo d.C.
Il protagonista è Ahikar uh-hi’kahr (אחיקר), tradotto anche come Aḥiḳar e Ahiqar (arabo Hayqar o Hayḳar, greco antico Ahiacharos e varianti su questa radice, armeno Խիկար [Xikar]), un sapiente celebre nel Vicino Oriente antico per la sua libertà fuori dal comune.
Nel Codex Sinaiticus è attestato come Acheicharos o Acheikar, nel Codex Alexandrinus e nel Codex Vaticanus come Achiacharos, nella Vetus Latina come Achicarus. Ci è pervenuto una versione del testo in armeno (una storia di Hikare), in siriaco, in arabo (una storia di al-Hajkare). È noto la versione in slavo "racconto di Akira il saggio", datata XII secolo.

## Panoramica generale
Un'opera letteraria originaria dell'antica Mesopotamia, scritta in aramaico durante l'ultimo secolo dell'impero assiro, il VI secolo a.C.
Quest'opera testimonia la acculturazione tra assiri e Aramei durante il cosiddetto periodo "neo-assiro", e l'uso crescente del linguaggio alfabetico aramaico al posto dell'accadico scritto in segni cuneiformi. Rientra nelle tradizioni letterarie della Mesopotamia e del siriaco-aramaico, ponendosi alla cerniera tra i due.
Questo testo si presenta come la storia delle disavventure di un dignitario della Corte reale assira, ma anche come una raccolta di proverbi, quindi come un testo sapienziale.
La parte iniziale del manoscritto si dilunga notevolmente su motti e proverbi che Ahikar disse al nipote.
Alcuni studiosi sono convinti che questi motti e proverbi fossero inizialmente parte di un altro documento separato, poiché non fanno mai il nome di Ahikar. Alcuni di questi sono simili a passi del Libro dei Proverbi o del Libro del Siracide, mentre altri assomigliano a proverbi persiani e babilonesi. In definitiva, la collezione dei proverbi è una sintesi dei proverbi più comuni in uso nel Medio Oriente dell'epoca.

## Origini e sviluppo
Presso Uruk, è stato ritrovato un testo cuneiforme che riporta il nome Ahuqar, suggerendo che Ahikar possa essere vissuto nel III secolo a.C. Tuttavia, il racconto, come a noi è noto, lascia presumere che sia stato scrittoin aramaico in Mesopotamia, tra la fine del VII secolo e l'inizio del VI° secolo a.C.
La più antica attestazione è il frammento di un papiro egiziano del V° secolo a.C. ritrovato fra le rovine di Elefantina, sotto re Dario II., scoperta nel 1906 e 1907.
Esistono evidenze nella letteratura romena, slava, armena, araba e siriaca di una storia riferita all'eroe Ahikar. Lo studioso George Hoffmann ha puntualizzato nel 1880 che questo Ahikar e Achiacaro del Libro di Tobia (in greco, cap. 14), sono la stessa persona.
Parola simile al biblico Achiakar, nel Libro di Giuditta si trova menzionato Achior, che significa "fratello della Luce" (e ricorre nella cultura giudaica bar kosiba figlio della stella).

### Nei testi greci
È oggetto del contendere se vi siano riferimenti anche nel Nuovo Testamento. Inoltre, esiste una sorprendente similarità con la Vita di Esopo di Massimo Planude (1260-1305).. Aristotele, dunque, fa riferimento ad Esopo in più luoghi: le già menzionate Retorica e Politeia dei Delfi, il frammento della Samion Politeia qui in esame e, ancora, Meteor. II 3 356b10-17, in cui lo Stagirita, proprio come in Rhet. II 20, riporta un logos esopico nel contesto di un episodio della vita del favolista. D’altro canto, diverse notizie attestano un interesse aristotelico, e più genericamente peripatetico, per la favola: la presenza, fra i titoli delle opere attribuite da Diogene Laerzio (V 21, n. 106) ad Aristotele, di un passaggio, di cui tuttavia non ci sono pervenuti frammenti; l’attribuzione a Teofrasto, sempre ad opera di Diogene Laerzio (V 50 = 727 nr. 13 Fortenbaugh), di un libro dal titolo Akicharos, che doveva narrare la leggenda di origine babilonese di cui era protagonista il saggio assiro Akicharos, caratterizzata da forti analogie con la Vita esopica; infine, il fatto che Demetrio Falereo, allievo di Teofrasto e, con tutta verosimiglianza — benché le fonti tacciano in proposito —, dello stesso Aristotele, realizzò la prima raccolta di favole esopiche di cui si abbia notizia..
Strabone menziona un Achaicarus rispetto ad una leggenda orientale.. Questa testimonianza mostra senza ombra di dubbio la sua origine orientale, sebbene sia difficoltoso ricostruire le relazioni fra le varie versioni a noi pervenute.
La classicista britannica Stephanie West ha ipotizzato che la storia di riportata in Erodoto, di Creso, re di Lidia, inviato come consigliere a Ciro I di Persia, sia in realtà un'altra manifestazione della storia di Ahikar.

## Narrazione
Secondo il racconto, Ahikar era il consigliere di corte (e interprete di sogni, enigmi, profezie) dei re assiri Sennacherib e Esarhaddon (680-669 a.C.). Nonostante tutte le sue preghiere a Dio, non ottenne mai un figlio finché riceve la visita di un messo divino che gli ordina di adottare suo nipote Nadib/Nadin, figlio di sua sorella. Egli lo educò con proverbi e massime sapienziali presenti nel testo, a diventare il suo successore. L'ingrato Nadib/Nadin organizzò un complotto per uccidere lo zio acquisito, e convincere il re Esarhaddon che Ahikar cercava di tradimento per conto dei re rivali. Esarhaddon ordina di imprigionare Ahikar in attesa della condanna a morte. Ahikar ricorda al boia di avergli risparmiato la vita in una situazione simile sotto il re Sennacherib. Il boia lo lascia fuggire, e uccide al suo posto un altro prigioniero, di cui mostra la testa a Esarhaddon.
Il re d'Egitto, apprendendo della morte dei consiglieri più sapienti di Esarhaddon, invia a quest'ultimo una sfida di risolvere enigmi complessi, altrimenti avrebbe dovuto pagare un prezzo pesante. Esarhaddon è sconvolto, ma apprende dal boia che Ahiqar è ancora vivo. Ahiqar è ancora vivo e riesce a risolvere tutti gli enigmi posti dal re d'Egitto. Ahiqar ottenne da Esarhaddon il diritto di punire lo stesso nipote mentre gli dava ammonizioni sotto forma di proverbio.
Il documento pervenuto si interrompe qui, ma è probabile che si concludesse con l'esecuzione di Nadib/Nadin, e la piena riabilitazione di Ahikar.
I testi successivi ritraggono Ahikar che esce dalla clandestinità per consigliare il re egiziano per conto di Esarhaddon, e poi tornare in trionfo a Esarhaddon. Nei testi successivi, dopo il ritorno di Ahikar, incontra Nadab/Nadin ed è molto arrabbiato con lui, e Nadab/Nadin poi muore.

## Libro di Tobia
Nel Libro di Tobia (II-III sec. a.C.), Ahikar è il nipote di Tobia, al servizio del re di Ninive, e, nella presentazione di W.C. Kaiser, Jr.,
'capo coppiere, custode del firmatario, e responsabile delle amministrazioni dei conti sotto il Re Sennacherib di Assiria ', e poi sotto Esarhaddon (Tobia 1:21-22, New Revised Standard Version). Quando Tobia perse la vista, Ahikar si prese cura di lui per due anni. Ahikar e suo nipote Nadab erano presenti alle nozze del figlio di Tobi, Tobia (2:10; 11:18). Poco prima della sua morte, Tobi lo ricorda a suo figlio [...] 14:10 NRSW).'
.